# Toshiki Omote
Toshiki Omote (面手 利輝, Omote Toshiki), né le 18 mars 1993 à Fujisawa, est un coureur cycliste japonais..

## Biographie
En 2012, Toshiki Omote termine deuxième du championnat du Japon sur route espoirs (moins de 23 ans).
En 2016, il est recruté par le Team Payname, club de division nationale 3. Durant l'été, il s'impose lors de la quarantième édition de la Nocturne de Bruch. En septembre, il prend la septième place du Grand Prix Christian Fenioux, manche de la Coupe de France DN3.
Il rejoint l'équipe continentale japonaise Bridgestone Anchor en 2017.

## Palmarès
- 2012
  - 2e du championnat du Japon sur route espoirs
- 2016
  - Nocturne de Bruch